# Gloria Naveillán
María Gloria Naveillán Arriagada (née le 3 novembre 1960) est une personnalité politique chilienne, militante du Parti national libertarien fondé par Johannes Kaiser, et membre de l'Association pour la paix et la réconciliation en Araucanie.
En 2021, elle est élue députée du 22e district sous l'étiquette du Parti républicain de José Antonio Kast.